# Reserva ecológica Costanera Sur (Buenos Aires)

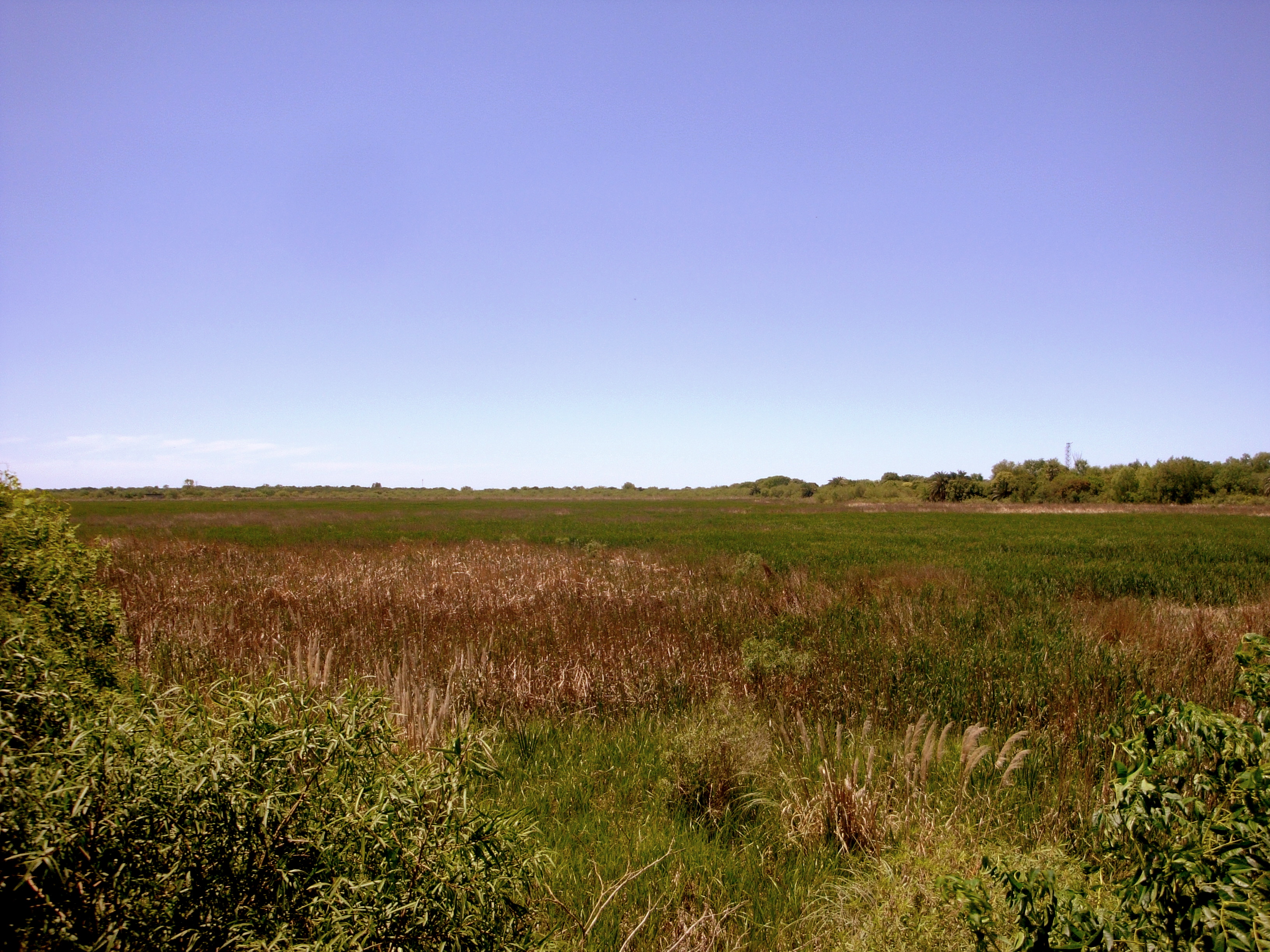
Pastizal y monte arbustivo tras el cual predominan los brotes de juncales.

La Reserva ecológica Costanera Sur es la reserva natural más grande de la ciudad de Buenos Aires. Está ubicada en el barrio de Puerto Madero y mide 350 hectáreas.
Se encuentra junto a lo que fue el antiguo paseo costero sobre el Río de la Plata, la "Costanera Sur". Posee dos ingresos, el principal es el acceso Sur (ex entrada calle Brasil) y el acceso Norte (ex entrada por la calle Viamonte). Suele estar abierta de martes a domingo de 8 a 18 (horario de invierno) y de 8 a 19 (en verano). Los lunes y días de lluvia permanece cerrada.
Alberga más de 2000 especies animales, entre aves, mamíferos, anfibios, reptiles. Y posee vegetación autóctona, como sus pastizales de cortaderas y bosques de alisos. Cuenta con miradores al Río de la Plata y por sus características, es apto para el senderismo y el avistaje de aves.
Forma parte de un corredor ecológico denominado Ecoruta del Río de la Plata, un circuito de más de 100 km de extensión que conecta los espacios verdes y áreas protegidas del AMBA y alrededores. Entre ellos, se destacan la Reserva de la Biósfera Delta del Río Paraná y el parque nacional Ciervo de los Pantanos.

## Historia

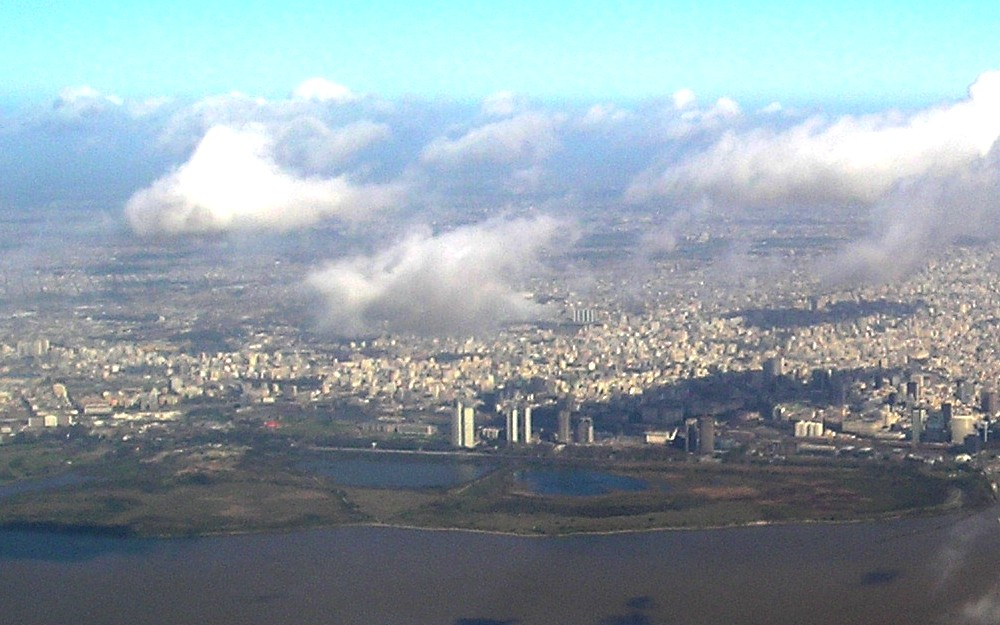
Vista aérea, año 2006.

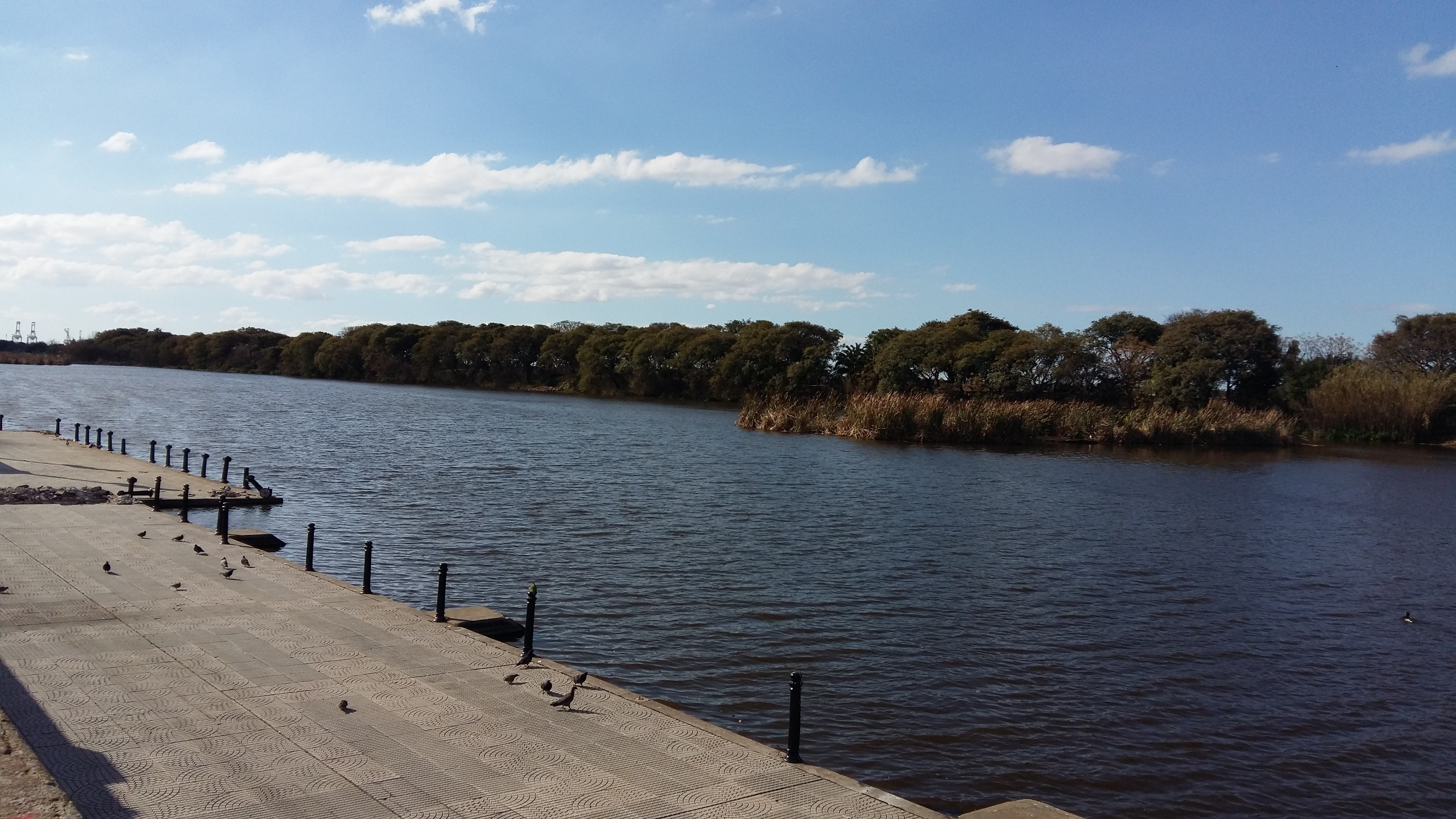
Vista exterior de la Reserva Ecológica Costanera Sur.

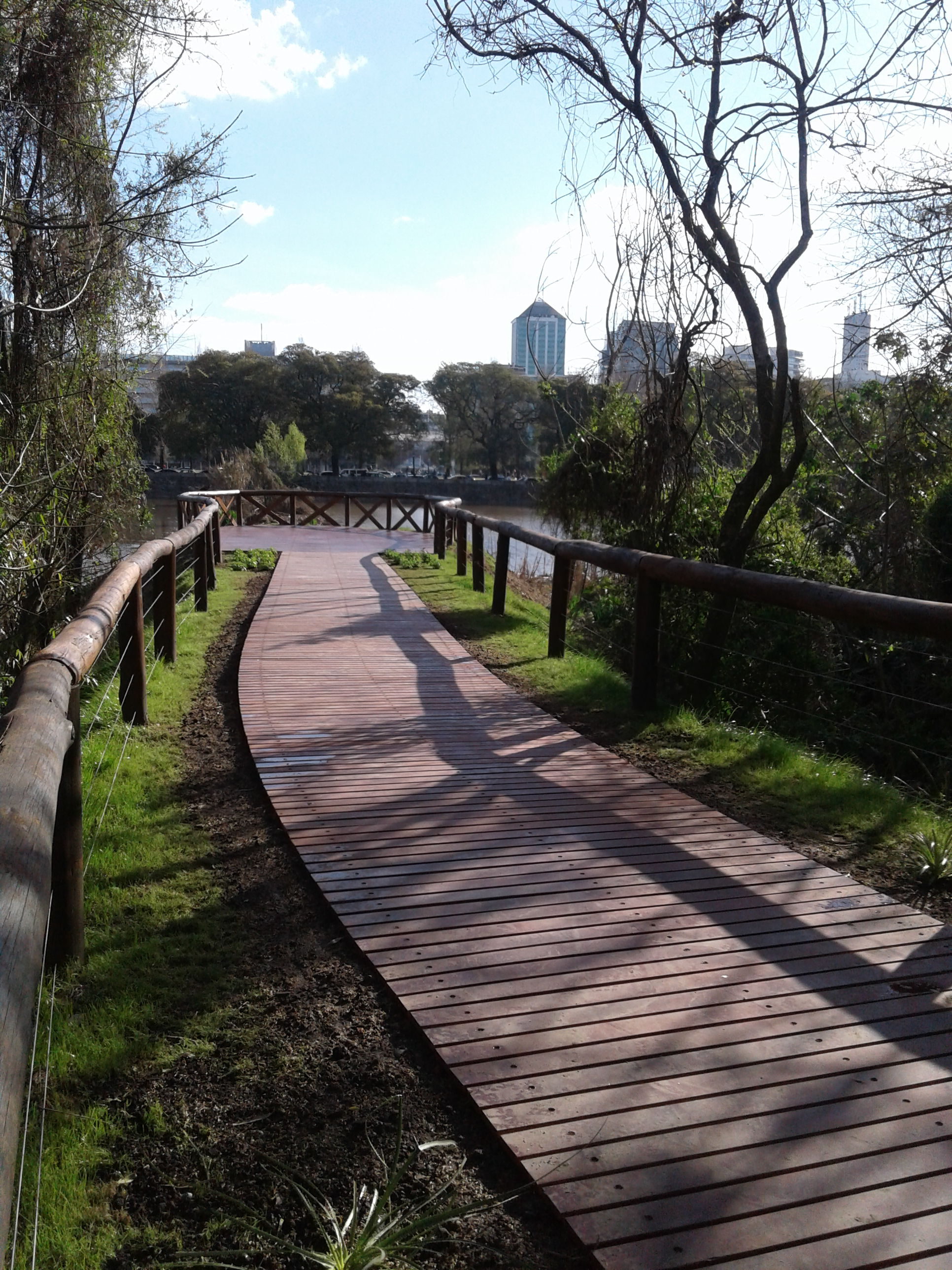
Vista a la ciudad desde la Reserva Ecológica Costanera Sur. La reserva está ubicada a metros de la zona del centro de la ciudad.

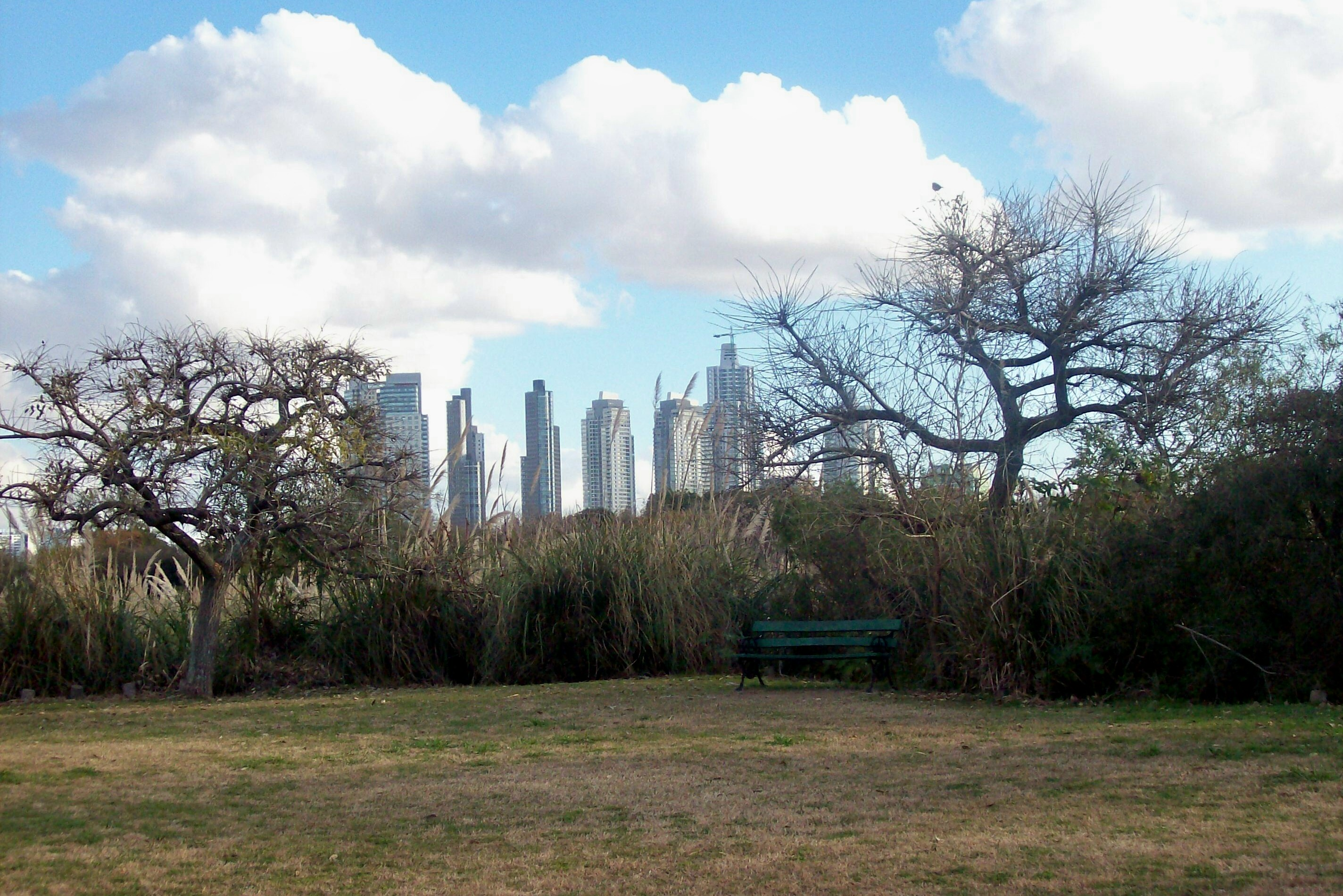
Lugar de descanso a escasos metros de la ciudad.

### Balneario Municipal
A principios de siglo XX funcionaba en el predio el Balneario Municipal, donde miles de porteños se bañaban en el río y luego se sentaban en las confiterías de la zona.
Años más tarde, hacia 1960, el paseo quedó en el olvido por la contaminación de sus aguas. Algunos de los edificios emblemáticos de esta época diseñados por el arquitecto húngaro Andrés Kalnay sobreviven reciclados.

### Proyecto de extensión del Centro Urbano
En la década de 1970 comenzaron las demoliciones para la construcción de autopistas urbanas en la ciudad como parte del Plan de Autopistas Urbanas de la Ciudad de Buenos Aires de 1976. Con el material de las demoliciones se rellenó esta zona del río. El proyecto original planteaba una avenida central o axial de oeste a este que sería la continuación de la avenida Rivadavia, de la Avenida de Mayo o de ambas y un abanico de avenidas que se abrirían aproximadamente desde el límite oriental de Puerto Madero y que concluirían en una avenida costanera semicircular. Entre estas avenidas se construirían edificios en torre (quizás rascacielos).
Aunque el objetivo original de estos rellenos era urbanizarlos para convertirlos en un «ensanche del área central» de la ciudad, este proyecto fue finalmente cancelado al resultar inestable e inundable el nuevo terreno para cimientos de grandes edificios y los terrenos quedaron abandonados.

### Regeneración
Durante los años de abandono, espontáneamente se desarrollaron en el terreno un verdadero muestrario de los distintos ecosistemas nativos de la llanura chaco pampeana: pastizales, lagunas, bosques de sauces y de acacias, etc, con gran riqueza en lo que a flora y fauna se refiere. La biodiversidad fue avanzando y el paisaje se fue regenerando. Organizaciones ambientalistas resaltaron el valor de la zona, llevando allí  a cabo actividades con fines educativos.
En 1986, en un proyecto llevado a cabo por los naturalistas Raúl Chiesa y Marcelo Canevari, la Fundación Vida Silvestre Argentina, Aves Argentinas y Amigos de la Tierra propusieron a la Municipalidad de la Ciudad de Buenos Aires crear una reserva en esos terrenos. El 5 de junio de ese año, por votación en el entonces Concejo Deliberante de la Ciudad de Buenos Aires, se declaró al sitio parque natural y Zona de Reserva Ecológica (Ordenanza 41.247/86).

### Incendios
Esta reserva ha sufrido varios incendios causados casi siempre por obra del ser humano, ya sea culposamente o ya sea dolosamente, en el primero de los casos por negligencia en el uso del fuego (por ejemplo, al arrojar colillas de cigarrillos, hacer fogatas o dejar envases de vidrio o plástico cuyo efecto "lupa" intensifica el calor de los rayos solares). En el segundo de los casos provocados dolosamente con la intención de quitarle el carácter de natural a fin de lograr la privatización de los terrenos para construir edificaciones, como los incendios ocurridos el 9 de enero de 2009 o el 31 de julio de 2013 y el 29 de agosto de 2013.
En 2014 se giró a la Legislatura un proyecto para rezonificar tres predios para convertirlos en bases de recolección de residuos sólidos urbanos, lo que motivó las críticas de legisladores de la oposición. Al respecto el legislador Alejandro Bodart señaló que: "Desde 2005 la Reserva está protegida para su conservación y con función educativa.

## Reconocimientos
La Reserva Ecológica Costanera Sur ha recibido diferentes reconocimientos nacionales e internacionales. Entre ellos, se destacan los siguientes:
- Declarada de Interés Turístico Municipal por la Municipalidad de Buenos Aires en 1994.[5]
- Declarada de Interés nacional por la Secretaría de Turismo de la Nación en 1994.
- Declarada Sitio RAMSAR por ser considerado Humedal de Importancia Internacional en 2005.[6] De esta manera, se convirtió en uno de los 23 sitios Ramsar del país y en uno de los pocos humedales urbanos de la región en ser reconocidos.[7]
- Reconocida como Área de Importancia para la Conservación de las Aves por las organizaciones BirdLife International y Aves Argentinas en 2005.[5]

## Flora y fauna
Posee bañados,  lagunas, pastizales, matorrales y bosques (como el de Los Sauces y el de Los Alisos), además de las playas, llenas de escombros, del Río de la Plata. 
Las pequeñas y someras lagunas se ubican en la parte más deprimida del humedal, estas lagunas son de oeste a este y de norte a sur la de los Coipos o Coypos, la de Los Patos, la de los Macáes y la de Las Gaviotas.
Fue colonizada por diversos tipos de vegetales a partir de semillas presentes en el terreno que fueron diseminadas por el viento o transportadas por las aves. Esto favoreció a su vez el establecimiento de poblaciones animales al proporcionarles a las mismas refugio y alimento. Se han avistado ya al menos unas 250 especies de aves, 9 de anfibios, 23 de reptiles, 10 de mamíferos, y 50 de mariposas.
Mantiene poblaciones estivales de aves acuáticas como cisne de cuello negro  (Cygnus melancoryphus) y coscoroba (Coscoroba coscoroba). También especies de patos (Anas sp.) y gallaretas (Fulica sp.), Porphyrula martinica, Gallinula sp. (pollonas), carao (Aramus guarauna), Casmerodius albus, Egretta thula (garza), Botaurus pinnatus, Ixobrychus involucris (mirasoles), macá (Podiceps sp.) y biguá (Phalacrocorax olivaceus), y también rapaces relacionadas con ambientes acuáticos.
En los cuerpos de agua y los bañados hay especies de mamíferos como el Myocastor coypus (coipo o nutria). En los bañados y pastizales se observan especies de culebras acuáticas y semiacuáticas y una especie de gran saurio, el lagarto overo (Salvator merianae). También hay roedores silvestres como Akodon azarae (ratón de campo común), Cavia aperea pamparum (cuis), Oligoryzomys flavescens (ratón colilargo menor), Calomys musculinus (laucha bimaculada), marsupiales como Lutreolina crassicaudata (comadreja colorada) y Didelphis albiventris (comadreja overa) y Myotis myotis (murciélago).
Entre los peces se destacan el Prochilodus lineatus (sábalo), Leporinus obtusidens (boga), Hoplias malabaricus (tararira), Astyanax fasciatus y Cheirodon interruptus (mojarras), Rhamdia sapo (bagre sapo), Pimelodus maculatus (bagre amarillo), Hipostomus commersoni (vieja de agua), Cichlasoma fascetus y Gymnogeophagus meridionalis (chanchitas), Jenynsia lineata y Cnesterodon decemmaculatus (madrecitas), que colaboran al mantenimiento del cuerpo de agua (herbívoros e insectívoros) y a la existencia de las poblaciones de aves ictiófagas (biguaes, macaes  y garzas) y de tortugas.
Hay bosques, arbustales, comunidades herbáceas y comunidades acuáticas. En el área se encuentran muy bien representada una especie que está sufriendo una reducción de hábitat: la cortadera (Cortaderia selloana). Entre la vegetación se observan bosques de Tessaria integrifolia (aliso de río) el que suele estar acompañado por Baccharis salicifolia (chilca), por diversas especies de Solanum y Polygonum y por varias gramíneas. Se encuentran numerosas especies que conforman las selvas higrófilas que se desarrollan en las riberas de los ríos Paraná, Uruguay y sus afluentes. En las zonas inundables de las orillas se observa la presencia de Schenoplectus californicus (junco) y  Ocotea acutifolia (laurel blanco), Citharexylum montevidense (tarumá), Erythrina crista-galli (ceibo), Salix humboldtiana (sauce criollo) y Sapium haematospermun (curupí o lecherón).

### Lagunas
Posee cuatro lagunas:
- La laguna de los Coipos (muy alargada de norte a sur y muy estrecha de este a oeste), se ubica en el linde occidental de la reserva y el istmo recorrido por el llamado "camino de los Lagartos" la separa de las otras dos principales lagunas:
- Hacia el noroeste la Laguna de las Gaviotas.
- Hacia el suroeste la Laguna de los Patos (ambas lagunas antecitadas están separadas por un estrecho istmo recorrido de oeste a este por el Camino del Medio).

Además de todas las lagunas mencionadas, se encuentra en el extremo noreste la pequeña:
- Laguna de los Macáes.

Tales lagunas pequeñas y muy someras ocupan aproximadamente un tercio del área. Periódicamente tales lagunas se secan aproximadamente en septiembre y recuperan el agua en marzo acorde al balance de las lluvias y la evaporación, pero desde el 2005 la sequía  se hizo cada vez más patente y en el 2008 todas estas lagunas se secaron casi por completo. Para paliar este problema el Consejo Asesor Técnico de la reserva constituido por la ya mencionada Fundación Vida Silvestre, la Asociación Amigos de la Tierra y Aves Argentinas impulsaron la recuperación de los espejos de agua acorde a un proyecto del 2001 efectuado por la Facultad de Ciencias Exactas y Naturales de la UBA. Dicho proyecto significó a inicios de 2013 bombear aguas desde el vecino Río de la Plata llevando de este modo agua por un conducto en un canal llamado Viamonte que circula a cielo abierto y luego por tubería hasta la Laguna de los Coipos, y de este modo un conjunto de canales lleva el agua también a la Laguna de los Patos y a la de las Gaviotas, se estima que para finales del año 2013 todas las lagunas estén con agua.

### Flor Nacional
En la Reserva se pueden encontrar varios ejemplares de ceibo (Erythrina crista-galli), declarada flor nacional Argentina. Es un árbol de porte mediano, con frutos negros y flores de color rojo, que recuerdan la cresta de un gallo: de ahí su nombre científico. Crece en lugares húmedos, habitualmente a orillas de lagunas y bañados.

## Actividades

### Visitas a la Reserva
La Reserva Ecológica está abierta durante todo el año, y se accede a ella gratuitamente, por su entrada ubicada en lo que fue el espigón de la Costanera Sur (sector que posee baños y centro de información), o por la entrada del norte, sin instalaciones, a la altura de lo que sería la extensión imaginaria de la calle Viamonte sobre la costa.
Su dirección es Avenida Tristán Achával Rodríguez 1550 (prácticamente en la bocacalle con la Avenida Costanera Intendente Carlos Noel, es decir el acceso oficial al público se ubica en el extremo suroeste de la Reserva.

### Observación de Aves
La Reserva es un centro para la observación de aves, en ella funciona un Club de Observadores de Aves perteneciente a Aves Argentinas, fundado el 17 de mayo de 2008. Fue declarada como Área de Importancia para la Conservación de las Aves, llegando a registrar más de 300 especies. En ella conviven 343 especies de aves, casi un tercio de todas las de la Argentina y el 3% del total de aves del mundo. Se puede observar mistos, piquito de plata, carpinteros reales, calandrias y jilgueros, por nombrar algunos. En sus lagunas también pueden observarse especies acuáticas como el chajá, la jacana, cisnes de cuello negro y la maca común, así como el pato sirirí pampa (protagonista del logo de la Reserva). 

### Senderismo
En los 10 kilómetros de senderos se puede realizar diferentes actividades como senderismo. La Reserva cuenta con cuatro recorridos sugeridos a los visitantes con distintos niveles de dificultad y extensión. El Circuito de los Humedales se destaca por su elevada biodiversidad, el Circuito del Río, óptimo para realizar avistaje de aves y llegar a los miradores del Río de la Plata de manera directa. El Circuito de los Paisajes, por su parte, transita los diferentes ecosistemas de la Reserva: los cuatro tipos de humedales, los pastizales de cortaderas y los matorrales de chilca. Con 8 km de extensión, el Circuito Grande es el más extenso de la Reserva.

### Conservación y educación
En la actualidad además de reserva, cumple un rol fundamental como sitio de capacitación y de difusión desarrollado por personal del Gobierno de la Ciudad de Buenos Aires, junto a organizaciones no gubernamentales, como: Amigos de la Tierra, la Asociación Aves Argentinas, la Fundación Vida Silvestre Argentina, y la Asociación Proteger.
El área es defendida por dichas entidades y personas independientes por ser de valor ecológico, histórico (por tener características ambientales similares a la época de los primeros conquistadores europeos de la región), educativo, y turístico.

### Centro de Interpretación
Ubicado en el acceso sur (ex entrada Brasil) es un espacio de interpretación de las principales características del área protegida. Remodelado recientemente, recrea los hábitats típicos de la zona con representaciones de flora y fauna pertenecientes a las tres ecorregiones que coexisten en la zona: el pastizal, la espinal y la del Delta de Islas del Paraná. Asimismo, la Reserva recibe diariamente a cientos de alumnos y docentes de escuelas de todo el país para conocer la flora y fauna típica del lugar. De manera didáctica, los grupos escolares trabajan la problemática ambiental, como el cambio climático. El uso responsable de los recursos naturales y el tratamiento de los residuos son algunos de los temas que también forman parte de la agenda de concientización pensada para chicos y chicas.

### Vivero
La Reserva cuenta con un vivero de plantas nativas, que se puede visitar con guías. En él, crecen unos 8.000 ejemplares de alrededor de 100 especies vegetales diferentes. Especialistas de la Reserva trabajan para reproducir la flora autóctona de la zona, con el objetivo de preservar y regenerar los ambientes naturales. Se destaca la presencia de talas, coronillos, espinillos, ombúes, algarrobos de porte arbóreo y hierbas como la orquídea flor de patito (Oncidium bifolium).
Además de autoabastecer a la Reserva, el vivero distribuye plantas nativas en diferentes espacios verdes de la ciudad. Otra misión del vivero es controlar las plantas exóticas. Estas especies crecen en forma espontánea dentro de la Reserva debido a que el viento y las aves trasladan sus semillas.

### Puntos de Interés
La Reserva está rodeada de obras y edificios emblemáticos. Aquí funcionó el Balneario Municipal, símbolo de la belle epoque porteña. Aún es posible conocer construcciones de aquellos tiempos, como el boulevard o la ex Cervecería Munich. También destacan la Fuente de las Nereidas, de Lola Mora, ubicada en el acceso Sur (ex entrada Brasil). Otros puntos de interés cercanos son el Puente de la Mujer, el parque Micaela Bastidas o el Museo Fortabat.

### Ecoruta del Río de la Plata
La Reserva forma parte de la Ecoruta del Río de la Plata, un circuito de más de 100 km de extensión que conecta los espacios verdes y áreas protegidas. Forman parte de la Ecoruta 11 áreas naturales protegidas del Área Metropolitana de Buenos Aires.
- Reserva Ecológica Costanera Sur Av. Tristán Achával Rodríguez 1550 Ombúes (Ciudad de Buenos Aires)
- Reserva Ecológica Lago Lugano Avenida 27 de Febrero y puente del arroyo Cildáñez (Ciudad de Buenos Aires)
- Reserva Ecológica Ciudad Universitaria Intendente Güiraldes s/n, frente a Ciudad Universitaria (Ciudad de Buenos Aires)
- Reserva Ecológica Vicente López Calle Paraná y el río (Vicente López)
- Parque Natural Municipal Ribera Norte Camino de la Ribera 480 (Acassuso)
- Parque Natural Municipal Barranca de la Qta. Pueyrredón Rivera Indarte 77 (Acassuso)
- Parque Natural Municipal Barranca de la Quinta los Ombúes Adrián Beccar Varela 774 (San Isidro)
- Reserva Natural Municipal del Pilar Calle Argerich s/n, tras la exfábrica Militar, Ruta Provincial 25, camino a Escobar (Pilar)
- Reserva de la Biósfera Delta del Río Paraná Acceso por lancha desde estación Fluvial del Tigre (San Fernando)
- Reserva Natural Delta Terra Arroyo Rama Negra Chico y Espera, Delta de Tigre (San Fernando)
- Parque Nacional Ciervo de los Pantanos Ruta Nacional 9 (Panamericana), altura km 68 (Campana)

## Enlaces de interés
- Wikimedia Commons alberga una categoría multimedia sobre Reserva ecológica Costanera Sur.
- «Por la Reserva», asociación civil
- La Reserva Ecológica en la página oficial de la ciudad de Buenos Aires

- Datos: Q1034280
- Multimedia: Costanera Sur Ecological Reserve / Q1034280